# Aanslagen in Londen op 7 juli 2005

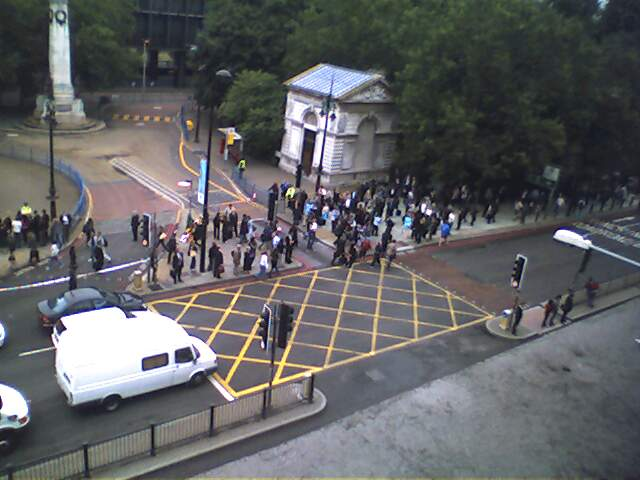
Euston Station afgesloten

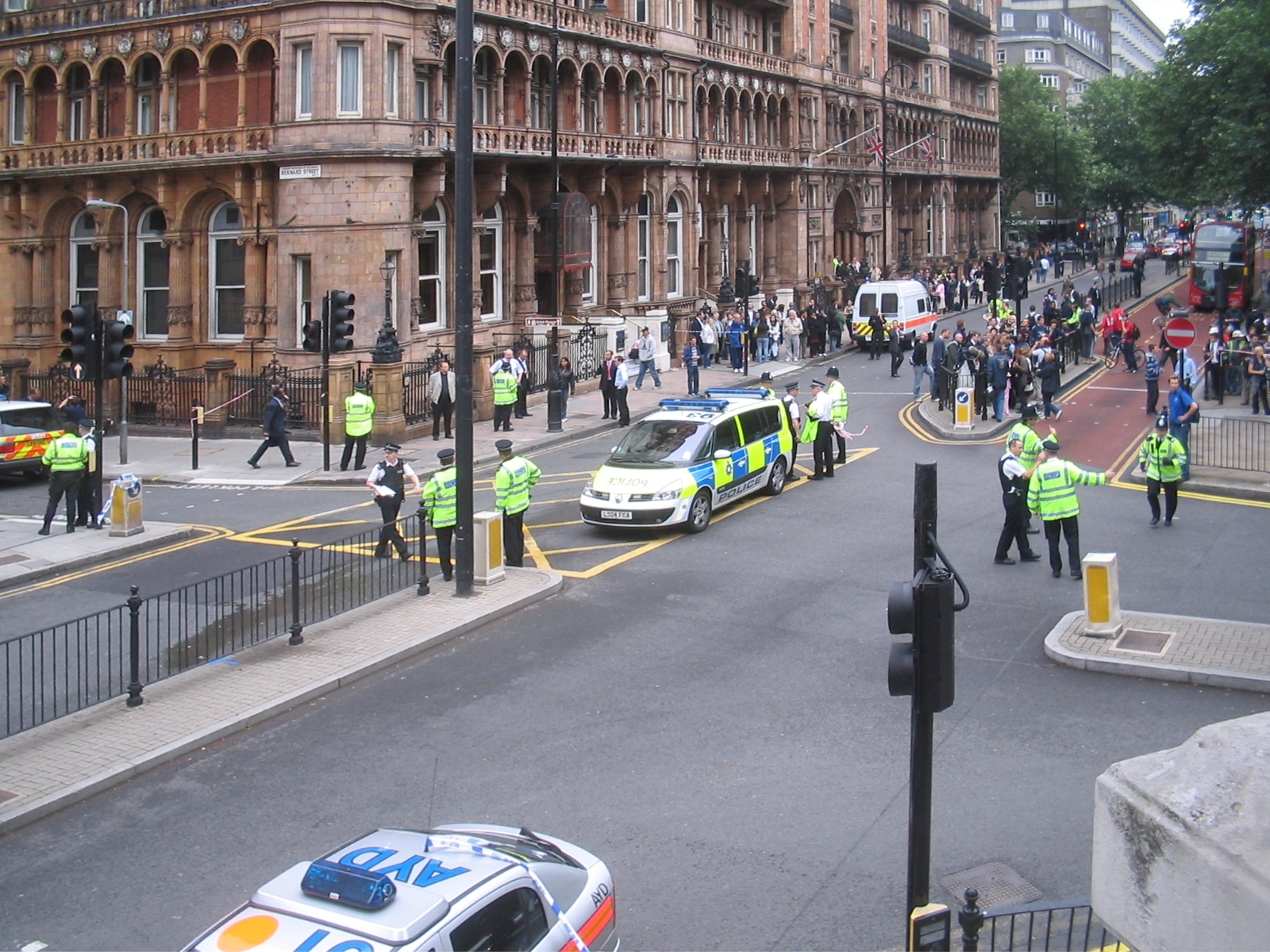
Russell Square

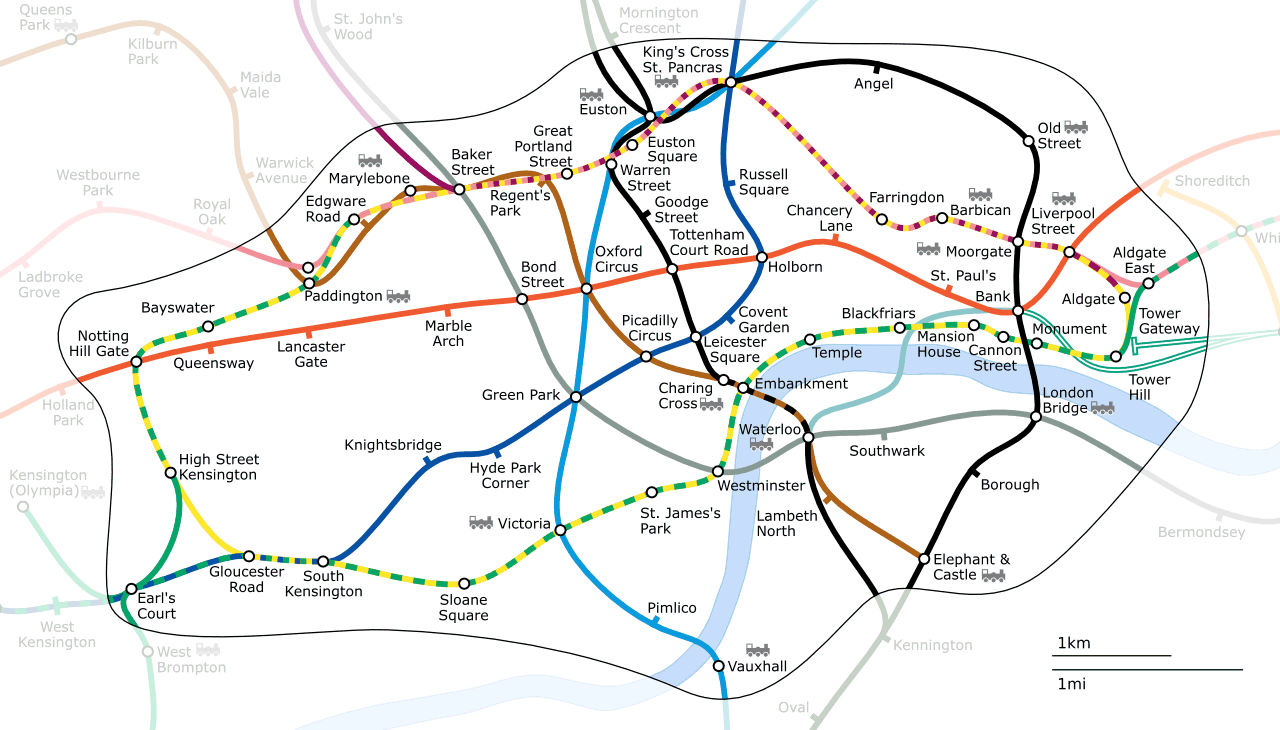
stations gesloten of getroffen

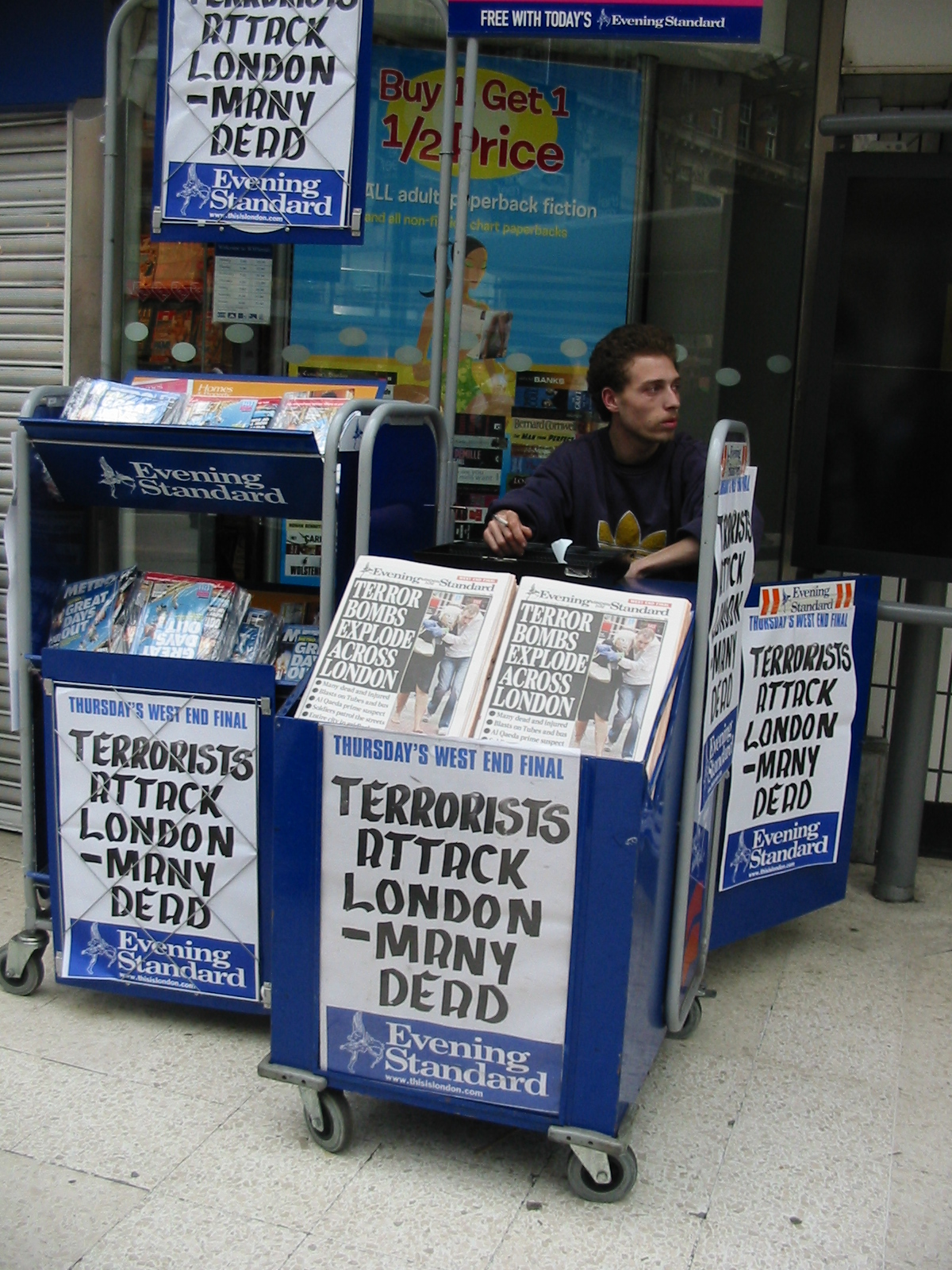
Krantenkoppen in station Waterloo

Bij de terroristische aanslagen in Londen van 7 juli 2005, ook wel 7/7 (uitspraak: sèven sèven), werd Londen tijdens de ochtendspits getroffen door vier bomexplosies.
Binnen een half uur deden drie ontploffingen zich voor in het metronetwerk en een half uur later één in een bus. Het aantal doden bedroeg 56, waaronder de 4 daders. Naar schatting waren er 700 gewonden, waarvan 22 ernstig gewond. In de geschiedenis van het Verenigd Koninkrijk is dit de aanslag met de meeste doden sinds de aanslag op Pan Am-vlucht 103 boven Lockerbie in 1988.

## Explosies
Aanvankelijk dachten autoriteiten van Londen dat het metrosysteem werd getroffen door een grote stroomstoring. Er werden namelijk grote spanningspieken in het elektriciteitsnet waargenomen. Nadat er in een dubbeldekker bus een bom ontplofte nabij Tavistock Square was voor de buitenwereld al gauw duidelijk dat het hier om een terroristische aanval ging. Het aantal explosies was van begin af aan niet duidelijk. In eerste instantie werd bericht over meer aanslagen dan er werkelijk hadden plaatsgevonden. Een verklaring hiervoor is dat de ontploffingen tussen verschillende metrostations plaatsvonden, waardoor de gevolgen van de ontploffingen op meerdere stations waarneembaar waren.
Na de aanslagen werden alle metrolijnen direct gesloten. Pas de volgende dag kwam het metronet weer op gang. Ook het busverkeer in het centrum van Londen (zone 1) werd geheel stilgelegd en in de avond langzaam terug op gang gebracht.

### Aanslag op de metro
Er zijn drie metrotreinen getroffen door de aanslagen, elk op een andere lijn:
- De Hammersmith & City Line tussen Liverpool Street en Aldgate East om 08.51 u;
- De Circle Line bij Edgware Road om 08.56 u;
- De Piccadilly Line tussen King's Cross St. Pancras en Russell Square om 09.17 u.

### Aanslag op een bus
Om 09.47 u vond een vierde explosie plaats in een dubbeldekkerbus nabij Tavistock Square. Bij de ontploffing kwam het dak van de bus los en werd de achterkant verwoest.

## Verantwoordelijkheid

### Al Qaida
Al snel na de explosies werd duidelijk dat het een terroristische aanval betrof. Experts wezen in de richting van Al Qaida. Dr. Shane Brighton, een inlichtingenexpert van de "Royal United Services Institute for Defence", verklaarde: "Indien wij kijken naar een gelijktijdig bombardement — en het ziet er zo naar uit — dan zou dat heel zeker bij de klassieke Al-Qaida-methode passen".
De overeenkomsten met aanslagen van Al Qaida zijn de volgende:
- de bommen werden vrijwel tegelijkertijd tot ontploffing gebracht;
- er werden vooraf geen waarschuwingen gegeven door de daders;
- de aanslagen vonden 's ochtends plaats voor maximale aandacht van de media;
- de aanvallen kwamen tijdens de spits op drukke plekken.

### Verklaring
De aanslag werd vrijwel direct opgeëist door een onbekende groep genaamd 'Al-Qaida in Europa'. Deze groepering publiceerde op een website een verklaring waarin de aanslag werd gepresenteerd als een vergelding voor de Britse inmenging in de oorlog in Irak. Bovendien waarschuwde de groepering andere landen die deelnemen aan deze operatie, daarbij specifiek Denemarken en Italië noemend. Een deel van de verklaring luidt: "Wij hebben onze belofte gehouden en een succesvolle militaire operatie uitgevoerd. We waarschuwen eveneens de regeringen van Denemarken en Italië om hun troepen uit Afghanistan en Irak terug te trekken." Of deze verklaring werkelijk geschreven is door terroristen van Al-Qaida staat niet vast.
Op 1 september 2005 zond de televisiezender Al Jazeera een videoboodschap van Al-Qaeda uit waarin de organisatie de aanslagen opeist. Zowel Muhammad Sadiq Khan, een van de verdachten, als Ayman al-Zawahiri verschenen in beeld.

### Mogelijke daders
De Britse politie verklaarde in een persconferentie dat er vermoedelijk vier daders waren. Deze vier jongemannen zijn vastgelegd op videocamera's op een treinstation in Londen. Ze zijn afkomstig uit de stad Leeds. Hun huizen werden daar doorzocht door de politie, evenals een auto die ze gebruikt hadden.
Van de vier potentiële daders is de identiteit bevestigd. De politie wilde niet zeggen of het hier zelfmoordenaars betreft of dat deze personen hun explosieven achter wilden laten in de metro of bus en vervolgens wilden weggaan.
Volgens de politie betreft het jonge mannen, één was pas 18, die in Engeland geboren en getogen zouden zijn. Drie van hen zijn van Pakistaanse afkomst: Hasib Hussain (18), Shehzad Tanweer (22) en Mohammed Sadique Khan (30).
De vierde dader was Germaine Lindsay, een in Jamaica geboren man uit Aylesbury in Buckinghamshire.
Later werd in Egypte Magdi Mahmoud al-Nashar gearresteerd. Hij zou een huis hebben verhuurd aan de mogelijke daders en hij zou met zijn kennis, al-Nashar is een gepromoveerd scheikundige, de bommen gemaakt hebben. Hij ontkent de verdenking.

## Achtergronden
De aanslagen vonden plaats tijdens de bijeenkomst van de G8 in Schotland. Op de agenda stonden armoedebestrijding en problematiek omtrent het milieu. De Engelse premier Blair verliet de G8 gedurende de middag om naar Londen te reizen. De top vond echter wel gewoon doorgang en in de avond keerde ook Blair terug.
De terroristische aanval kwam een dag nadat Londen gekozen werd als stad van de Olympische Zomerspelen van 2012. Deze verkiezing zorgde voor enige frictie in de Engels-Franse verhoudingen. Na de aanslagen maakte de frictie plaats voor vriendschap.
De aanslagen vertoonden gelijkenis met de aanslagen in Casablanca op 16 mei 2003.

## Economische gevolgen
De effectenmarkten reageerden als gevolg van de aanslagen kortstondig negatief op de berichten. Het toerisme in Londen daalde licht.

### Beurzen
De Europese beurzen lieten 's ochtends na het bekend worden van het nieuws van de aanslagen onmiddellijk scherpe verliezen zien. De AEX-index liet rond het middaguur een verlies van bijna 4% zien. De Londense FTSE 100 verloor 200 punten binnen twee uur na de eerste berichten over de aanslag. Dit verlies was het grootste verlies sinds het begin van de oorlog in Irak.
In de loop van de dag trokken de verliezen echter bij. De Amsterdamse beurs sloot 1,67% lager met een verlies van 6,53 punten. De volgende dag was een groot deel van het verlies al bijgetrokken. De AEX-index sloot 1,25% hoger met een winst van 4,80 punten.
Tegen sluitingstijd noteerde de FTSE 100 een verlies van 71,3 punten (1,36%). Dit verlies was de volgende dag hersteld met een stijging van 73,9 punten.

### Toerisme
De Britse toeristische industrie vreest dat de reputatie van Londen als veilige reisbestemming is geschaad. Als gevolg hiervan schat de sector het verlies aan inkomsten in 2005 op 430 miljoen euro, hetgeen overeenkomt met 2% van alle toeristische uitgaven in Groot-Brittannië in 2004.

## Tijdlijn
Alle tijden zijn in lokale tijd, 1 uur vooruit op UTC-tijd.

### 7 juli
- 08.51 u: Eerste meldingen van een incident tussen de metrostations Liverpool Street en Aldgate East, sprekend over een ontploffing of een treinbotsing. Men dacht eerst dat deze berichten over twee verschillende incidenten gingen.
- 08.56 u: Explosie op een trein tussen Kings' Cross en Russell Square. Ooggetuigen menen dat de ontploffing van buiten de trein kwam.
- 09.17 u: Explosie op een trein in het station Edgware Road.
- 09.28 u: Metro-operator Metronet zegt dat het incident veroorzaakt werd door een soort van stroompiek.
- 09.33 u: Berichten over een incident in het metrostation Edgware Road, waarbij passagiers probeerden de vensters te breken met hun paraplu om te ontsnappen.
- 09.46 u: De Britse Transportpolitie zegt dat er nog ontploffingen waren aan Kings' Cross, Old Street, Moorgate, en Russell Square.
- 09.47 u: Explosie op een bus aan Upper Woburn Place/Tavistock Square. Aantal gewonden onbekend.
- 09.49 u: Het hele Londense metronet gaat dicht.
- 10.00 u: De elektriciteitsmaatschappij National Grid verklaart dat er geen problemen zijn met stroompieken.
- 10.40 u: Eerste berichten over doden, regeringsbron spreekt over 20 doden.
- 11.08 u: Busdiensten worden gestaakt in heel Centraal-Londen.
- 11.10 u: Het hoofd van de Metropolitan Police Ian Blair bevestigt dat het een gecoördineerde terroristische aanval is. Hij voegt daaraan toe dat iedereen moet blijven waar hij zich bevindt.
- 12.00 u: Eerste minister Tony Blair, op dat moment aanwezig bij de G8 bijeenkomst in Schotland legt een verklaring af, en noemt de aanslagen een reeks 'barbaarse' terroristische aanvallen. Hij voegt daaraan toe niet te zullen wijken voor groeperingen die de "westerse waarden" bedreigen.
- ca 15.00 u: De eerste kranten komen uit met koppen over de terroristische aanslagen.
- 18.13 u: De politie bevestigt 37 doden: twee in de busexplosie aan Upper Woburn Place/Tavistock Square, zeven aan Liverpool Street/Aldgate, zeven aan Edgware Road, en 21 in de ontploffing aan Kings Cross/Russell Square. Er zijn ook ongeveer 700 gewonden en hiervan werden er 300 per ambulance naar Londense ziekenhuizen gebracht.

### 8 juli
- 13.00 u: Tijdens een persconferentie stelt de politie het dodencijfer nu op 50.

### Latere gebeurtenissen
- Op 21 juli 2005 werd Londen opnieuw opgeschrikt door een reeks aanslagen in het openbaar vervoer. Die mislukten en er vielen geen doden of gewonden.
- Op 22 juli schoten politieagenten in burger in Londen Jean Charles de Menezes, een Braziliaan die uit een appartementenblok kwam dat in de gaten werd gehouden, met zeven kogels in het hoofd dood, na hem eerst in een houdgreep genomen te hebben. Later bleek dat hij niets te maken had met de aanslagen. Op 17 augustus meldt de Britse televisiezender ITV dat - in tegenstelling tot wat de Britse autoriteiten beweerden - De Menezes een dunne jas droeg en in eerste instantie op zijn gemak naar de metro liep, tot hij er - kennelijk - achter kwam dat hij bijna de metro miste.
- Op twee weken tijd werd bij de Britse politie melding gedaan van 1200 gevallen van racistisch gedrag tegen moslims, waaronder een moord.
- Op 29 juli werd voor de tweede maal een tiener vermoord uit racistische overwegingen.
- Op 2 augustus raakt bekend dat de Londense politie sinds de aanslagen 269 meldingen van racistische incidenten binnenkreeg, tegenover 40 tijdens dezelfde periode in 2004. In de meeste gevallen betrof het verbaal geweld of kleinere geweldplegingen, maar vandalisme aan eigendommen (waaronder moskeeën) zitten eveneens in de cijfers inbegrepen.

## Reacties

### Verenigde Naties
- De VN-Veiligheidsraad veroordeelde de aanslagen nog diezelfde dag door middel van resolutie 1611.

### Nederland
- Minister-president Jan Peter Balkenende noemde het verderf dat is gezaaid door deze daad in een verklaring "onvergeeflijk". Hij benadrukte het belang van de strijd tegen terrorisme overal in de wereld. Hij zei: "Ook vandaag zien we de noodzaak om die strijd voortdurend te voeren. We delen volstrekt de overtuiging van premier Blair dat terroristen wel terreur en angst kunnen zaaien, maar nooit aan het langste eind zullen trekken."[4]
- Koningin Beatrix heeft Koningin Elizabeth II een telegram gestuurd om haar medeleven te betuigen.

### België
Premier Guy Verhofstadt veroordeelde de aanslagen in de Kamer. Hij sprak over een "laffe, terroristische aanslag op burgers die geen kans hebben zich te verdedigen en weerloos zijn".

### Wereldleiders
- De Australische minister-president John Howard verklaarde: "Het is belangrijk dat we in een tijd als deze zij aan zij staan met onze Britse bondgenoten."
- De Canadese minister-president Paul Martin bracht zijn condoleances over aan de families van de slachtoffers van de bomaanslagen.[5]

Daarnaast verzocht hij alle Canadese vlaggen op overheidsgebouwen halfstok te hangen.
- De Israëlische minister-president Ariel Sharon zei: "Op deze momenten spreekt Israël zijn volledige solidariteit met het Britse volk uit, meevoelend met hun pijn. Israël brengt condoleances uit aan de families van de doden en wenst een snel herstel toe aan de gewonden."
- De Japanse minister-president Junichiro Koizumi verklaarde: "Deze terroristische daad zal nooit worden vergeven, maar zal worden herinnerd met grote onwaardigheid. Ik bied Blair mijn volledige steun en zal graag meewerken op welke manier dan ook."
- De minister-president van Nieuw-Zeeland Helen Clark verklaarde "diep geschokt" te zijn en bracht "sympathie en medeleven namens de overheid en burgers van Nieuw-Zeeland". Daarnaast verzocht zij de vlaggen halfstok te hangen.[6]
- De Russische president Vladimir Poetin heeft zijn condoleances over de aanslagen uitgesproken. Hij heeft alle landen opgeroepen om te vechten tegen internationaal terrorisme.
- De Spaanse minister-president Zapatero verklaarde: "Ik wil de condoleances van de Spaanse overheid en het Spaanse volk uitspreken aan de slachtoffers van deze verschrikkelijke aanslagen. Ik deel volledig de gevoelens van mijn collega Tony Blair. De morele kracht van democratie is absoluut superieur aan zulke duivelse en laffe daden van terrorisme."
- Toenmalig president van de VS George W. Bush zei: "We zullen niet buigen voor de terroristen, we zullen ze vinden en terechtstellen."[7]

### Geestelijk leiders
- De Moslimraad van Engeland veroordeelde de terreurdaden in een verklaring.
- De hoogste geestelijke in Saoedi-Arabië veroordeelde de aanslagen.
- De hoogste geestelijke autoriteit in Iran veroordeelde de aanslagen eveneens.
- Imam Mohammed Sayyed Tantawi, de geestelijk leider van de belangrijke Al-Azhar Universiteit in Caïro, veroordeelde de aanslagplegers.
- Paus Benedictus XVI noemde de aanslagen "inhumaan" en "barbaarse daden tegen de mensheid."

## Internetserie
Attack on London: Hunting the 7/7 bombers is een internetserie over 7/7 en 21/7.